# Chicago
Chicago (AFI: /ʧiˈkaɡo/; in inglese /ʃɪˈkɑɡoʊ/) è la più grande città dell'Illinois, la più grande metropoli dell'entroterra americano e la terza degli Stati Uniti per popolazione dopo New York e Los Angeles, con i suoi 2 746 388 abitanti.
L'area metropolitana (detta Chicagoland) conta 9 618 502 abitanti distribuiti in un'ampia zona pianeggiante situata lungo le rive del lago Michigan, sulle quali la città si estende per 50 km da nord a sud. È soprannominata "Windy City" e "Second City". 

Il centro della città (detto "the Loop") è dominato da imponenti grattacieli che arrivano fino a 108 piani (per un'altezza di 442 m) della Willis Tower. Questo tipo di opera architettonica è nato proprio a Chicago che, anche se da tempo ha ceduto a New York il primato della città con più grattacieli del paese, vanta ancora oggi il terzo grattacielo più alto statunitense (dopo il nuovo World Trade Center e la Central Park Tower). Trentacinque dei suoi grattacieli superano i 200 metri d'altezza. 

Trasformatasi nel XIX secolo da cittadina a importante metropoli, Chicago è stata definita come una delle 10 città più influenti al mondo. Oggi è una città multietnica, un importante centro finanziario e industriale ed uno dei maggiori centri fieristico/espositivi mondiali. È la città con il maggior numero di ponti mobili al mondo (attualmente 45) ed è un punto di riferimento mondiale per la musica blues. La città è nota anche per aver dato i natali a Papa Leone XIV.

## Geografia fisica

### Territorio

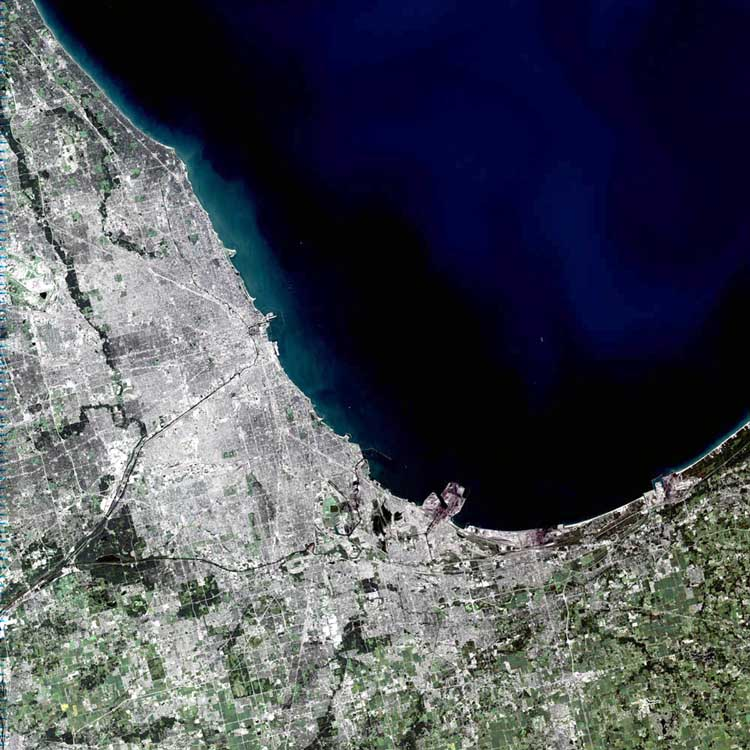
Chicago vista dal satellite

Chicago è la terza città degli Stati Uniti d'America. Si trova all'interno della zona umida a clima continentale e ha quattro stagioni ben distinte.
Le estati sono calde e umide con temperature medie diurne elevate: 27-29 °C. Normalmente per una quindicina di giorni le temperature estive superano i 32 °C, con minime notturne di 16-19 °C. Gli inverni sono freddi, nevosi e ventosi, con pochi giorni di sole e con temperature sotto lo zero, in particolare di notte. Per 43 giorni all'anno la temperatura rimane sotto lo zero per tutto il giorno. Primavera e autunno sono stagioni miti con bassa umidità.
Secondo il National Weather Service, la temperatura più alta, 43 °C, è stata registrata il 24 luglio 1934. La più bassa, −33 °C, il 20 gennaio 1985. In inverno la città sperimenta ondate di freddo estreme che possono perdurare per più giorni consecutivi.

### Clima annuale
| Stazione meteorologica di Chicago O'Hare (1980—2010) | Mesi  | Mesi  | Mesi  | Mesi  | Mesi  | Mesi  | Mesi  | Mesi  | Mesi  | Mesi  | Mesi  | Mesi  | Stagioni | Stagioni | Stagioni | Stagioni | Anno    |
| Stazione meteorologica di Chicago O'Hare (1980—2010) | Gen   | Feb   | Mar   | Apr   | Mag   | Giu   | Lug   | Ago   | Set   | Ott   | Nov   | Dic   | Inv      | Pri      | Est      | Aut      | Anno    |
| ---------------------------------------------------- | ----- | ----- | ----- | ----- | ----- | ----- | ----- | ----- | ----- | ----- | ----- | ----- | -------- | -------- | -------- | -------- | ------- |
| T. max. media (°C)                                   | −0,6  | 1,8   | 8,1   | 15,0  | 21,1  | 26,5  | 28,9  | 27,7  | 23,8  | 16,8  | 9,0   | 1,6   | 0,9      | 14,7     | 27,7     | 16,5     | 15,0    |
| T. media (°C)                                        | −4,6  | −2,4  | 3,3   | 9,4   | 15,1  | 20,5  | 23,3  | 22,4  | 18,1  | 11,4  | 4,6   | −2,4  | −3,1     | 9,3      | 22,1     | 11,4     | 9,9     |
| T. min. media (°C)                                   | −8,6  | −6,6  | −1,6  | 3,8   | 9,1   | 14,5  | 17,7  | 17,2  | 12,4  | 10,0  | 0,2   | −6,3  | −7,2     | 3,8      | 16,5     | 7,5      | 5,2     |
| T. max. assoluta (°C)                                | 19    | 24    | 31    | 33    | 37    | 40    | 41    | 39    | 38    | 34    | 27    | 22    | 24       | 37       | 41       | 38       | 41      |
| T. min. assoluta (°C)                                | −33   | −29   | −24   | −14   | −3    | 2     | 7     | 6     | −2    | −10   | −19   | −32   | −33      | −24      | 2        | −19      | −33     |
| Precipitazioni (mm)                                  | 43,9  | 45,5  | 63,5  | 85,9  | 93,5  | 87,6  | 94,0  | 124,5 | 81,5  | 80,0  | 80,0  | 57,2  | 146,6    | 242,9    | 306,1    | 241,5    | 937,1   |
| Giorni di pioggia                                    | 10,5  | 8,8   | 11,1  | 12,0  | 11,6  | 10,2  | 9,8   | 9,8   | 8,3   | 10,2  | 10,8  | 11,0  | 30,3     | 34,7     | 29,8     | 29,3     | 124,1   |
| Nevicate (cm)                                        | 27,4  | 23,1  | 14,2  | 3,0   | 0,0   | 0,0   | 0,0   | 0,0   | 0,0   | 0,5   | 3,0   | 20,8  | 71,3     | 17,2     | 0,0      | 3,5      | 92,0    |
| Giorni di neve                                       | 8,2   | 5,9   | 4,2   | 0,9   | 0,0   | 0,0   | 0,0   | 0,0   | 0,0   | 0,2   | 1,7   | 6,9   | 21,0     | 5,1      | 0,0      | 1,9      | 28,0    |
| Umidità relativa media (%)                           | 72,2  | 71,6  | 69,7  | 64,9  | 64,1  | 65,6  | 68,5  | 70,7  | 71,1  | 68,6  | 72,5  | 75,5  | 73,1     | 66,2     | 68,3     | 70,7     | 69,6    |
| Ore di soleggiamento mensili                         | 135,8 | 136,2 | 187,0 | 215,3 | 281,9 | 311,4 | 318,4 | 283,0 | 226,6 | 193,2 | 113,3 | 106,3 | 378,3    | 684,2    | 912,8    | 533,1    | 2 508,4 |

## Storia

### La fondazione e i primi anni
A metà del XVII secolo la zona dove ora sorge Chicago era abitata dalla tribù Potawatomi, che aveva preso il posto di due precedenti popoli nativi: i Miami e Sauk e i Meskwaki. Il nome Chicago deriva dalla parola miami Shikaakwa, francesizzata poi in Checagou, e significa porro selvatico. La zona fu chiamata così a causa dell'odore, appunto, dei porri selvatici, diffusi attorno agli acquitrini che ricoprivano l'odierna area urbana.
Nel 1674 padre Jacques Marquette fondò sulle rive del lago Michigan una missione che divenne in seguito la città di Chicago.

La prima testimonianza del nome Checagou risale al 1679 e viene dalle memorie dell'esploratore Robert de la Salle. Nel suo diario Henry Joutel scrisse che nel settembre del 1687 erano 
Il primo abitante di Chicago non appartenente a tribù native fu Jean Baptiste Pointe du Sable, un haitiano di origini francesi, che si stabilì sul Chicago River intorno al 1770 e sposò una donna Potawatomi. Infatti è conosciuto come il fondatore di Chicago. Nel 1795, dopo la Guerra indiana del Nord-Ovest, a seguito del trattato di Greenville, la zona di Chicago fu ceduta dai nativi al governo degli Stati Uniti che vi creò un forte. Fort Dearborn, eretto nel 1803, fu distrutto durante la guerra del 1812, ricostruito nel 1816 e definitivamente demolito nel 1871. Dopo la guerra, nel 1816, i Potawatomi, gli Ottawa e gli Ojibway furono costretti a cedere altre terre al governo dopo il trattato di Saint Louis. I Potawatomi furono sfollati dalle zone nel 1833 dopo il trattato di Chicago e costretti a migrare a ovest del fiume Mississippi durante la deportazione degli indiani.

### Nascita della municipalità e crescita vertiginosa

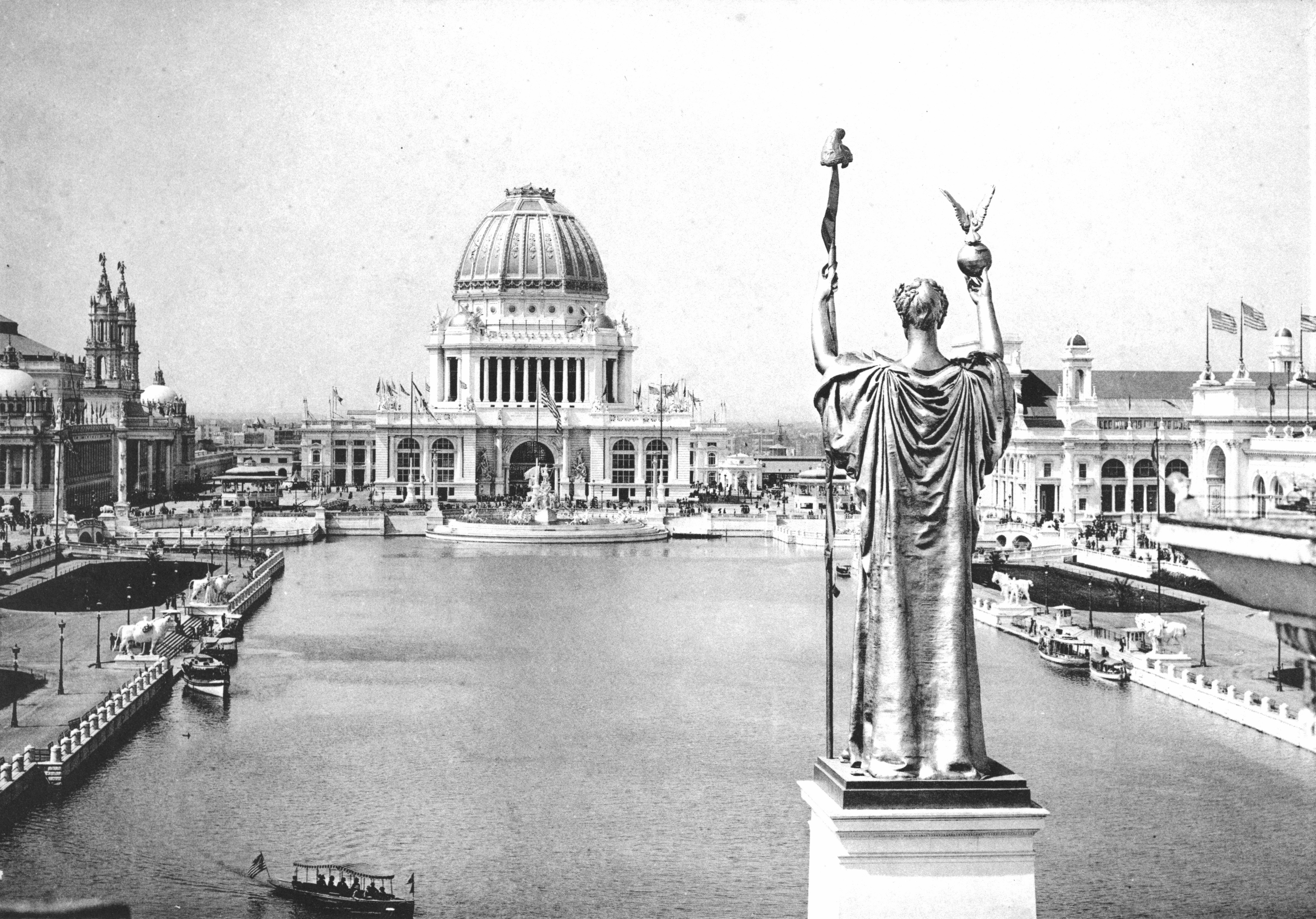
Corte d'Onore durante la Fiera Colombiana di Chicago del 1893

Il 12 agosto 1833 venne creata la municipalità di Chicago, con una popolazione di 300 abitanti. I primi confini della città furono le vie Kinzie, Desplaines, Madison e State, che racchiudevano un territorio di circa 1 km². Il 15 giugno 1835 fu venduto il primo terreno e il 10 marzo 1837 la località assunse lo status di città.
La seconda metà dell'800 portò grandi progressi: Il Chicago Portage diventò un centro nevralgico per il trasporto dall'est all'ovest degli Stati Uniti, fu costruita la prima ferrovia, la Galena and Chicago Union Railroad, e nel 1848 l'Illinois and Michigan Canal permise alle imbarcazioni che navigavano i Grandi Laghi di raggiungere il Mississippi. Sempre nel 1848 nacque il Chicago Board of Trade che emise i primi contratti a termine di scambi in borsa. L'industria manifatturiera e il mercato finanziario divennero i settori dominanti ed ebbero una grande influenza sull'economia statunitense. Una così florida situazione attirò molti contadini e immigrati.
Negli anni '50 del XIX secolo Chicago acquisì grande prestigio politico come città del senatore Stephen Douglas, vincitore del Kansas-Nebraska Act. Nel febbraio 1856 la grande crescita demografica comportò una forte speculazione edilizia e un miglioramento delle infrastrutture e della sanità secondo il piano di Ellis Chesbrough approvato dal consiglio comunale. Ma mentre le condizioni sanitarie in città miglioravano, i rifiuti e i liquami industriali venivano versati nel fiume Chicago e di conseguenza nel lago Michigan inquinando la principale fonte idrica cittadina. Il problema fu risolto nel 1900 con una portentosa opera ingegneristica: alcune costruzioni sulla superficie del lago collegate ad un tunnel sotterraneo che incanalavano le acque reflue del lago nel tunnel che le espelleva nel sottosuolo. La città istituì molti grandi parchi municipali ben curati, all'interno dei quali vi erano anche strutture sanitarie pubbliche. Il principale artefice del miglioramento della salute pubblica a Chicago fu il dottor John H. Rauch, che concepì un sistema di parchi di Chicago nel 1866. Creò il Lincoln Park chiudendo un cimitero pieno di tombe poco profonde, e nel 1867, in risposta allo scoppio di un'epidemia di colera, contribuì all'istituzione del nuovo Consiglio di salute di Chicago. Dieci anni dopo divenne segretario e poi presidente del primo Consiglio dello stato dell'Illinois per la salute, che svolse la maggior parte delle sue attività a Chicago. Durante gli anni '70 e '80 Chicago divenne leader nazionale nel movimento per il miglioramento della salute pubblica. Furono approvati e applicati i regolamenti comunali e poi le leggi statali che migliorarono gli standard per la professione medica e combatterono le epidemie urbane di colera, vaiolo e febbre gialla. Queste leggi sono diventate modelli per la riforma della salute pubblica in altre città e stati.
Tra l'8 e il 10 ottobre 1871 la città fu quasi completamente distrutta dal grande incendio di Chicago. Una leggenda metropolitana - poi smentita - vuole che ad appiccare il fuoco sia stata una lanterna rovesciata dal calcio di una mucca appartenente alle sorelle O'Leary, la cui stalla si trovava al 137 di DeKoven Street. Spinte dai forti venti, le fiamme ridussero gran parte del centro in cenere, grazie anche al fatto che molte case erano ancora di legno.
Nell'ambito della ricostruzione che seguì, venne costruito nel 1885 il primo grattacielo della storia, l'Home Insurance Building, su progetto di William Le Baron Jenney. Lo stesso architettò realizzò nel 1891 il Manhattan Building, il più antico grattacielo ancora esistente, ed ospitò nel suo studio i membri di quella che sarebbe poi divenuta la scuola di architettura di Chicago che tanta parte ebbe nel delineare l'estetica americana dei primi grattacieli che sarebbe poi divenuta caratteristica di tutti gli Stati Uniti e in particolare di New York. Se Chicago cedette a quest'ultima la palma nel campo dei grattacieli, fu principalmente perché il suolo argilloso dell'Illinois forniva un terreno meno adatto del granito della Grande mela agli sviluppi verticali. 

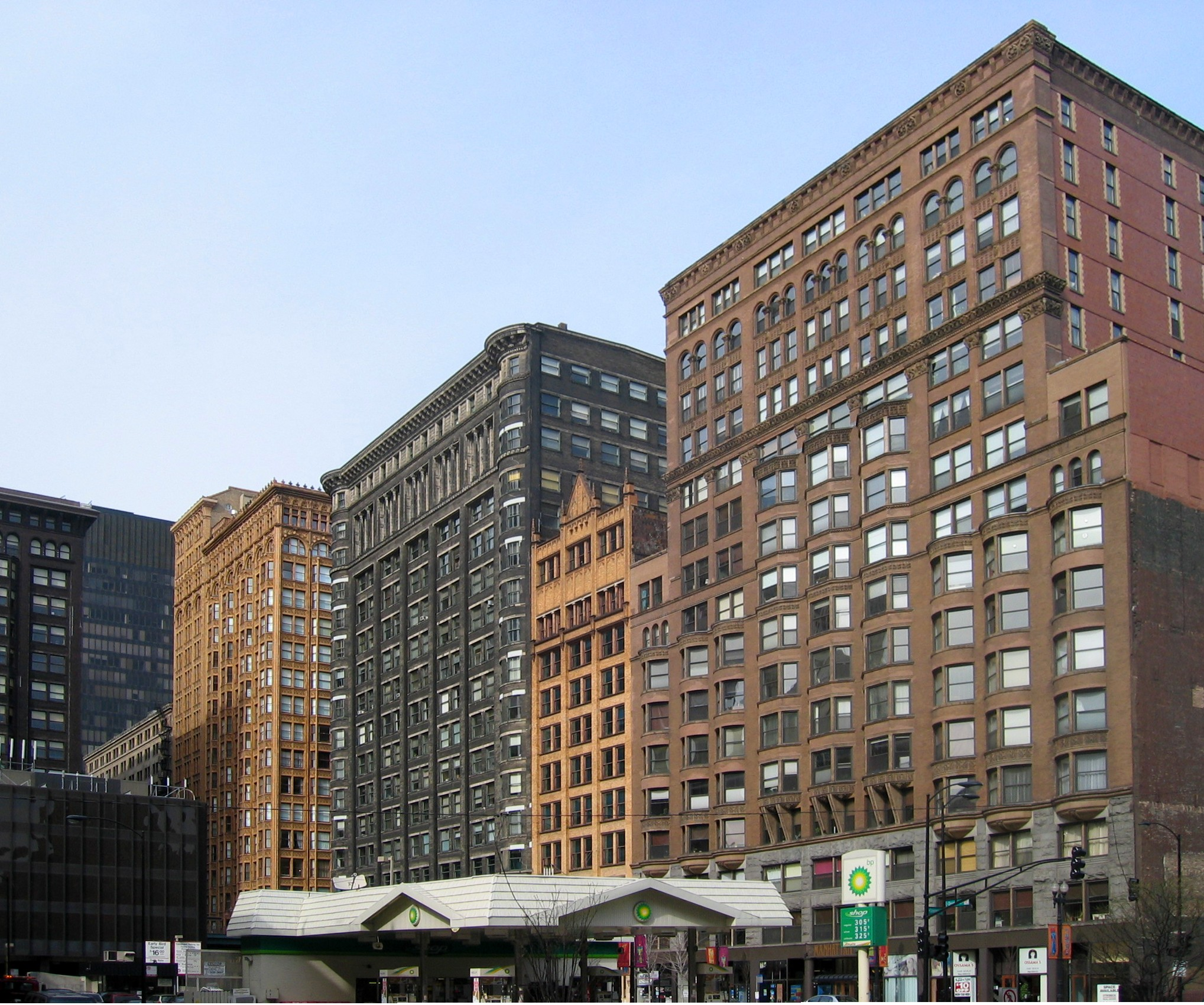
South Dearborn Street, ubicazione del Manhattan Building e di altri grattacieli storici di fine Ottocento

Il boom industriale e la rapida crescita della forza lavoro comportarono l'inasprimento dei conflitti, come scioperi e boicottaggi, tra cui la relazione Haymarket il 4 maggio 1886 e il Pullman Strike nel 1894. I gruppi anarchici e socialisti ebbero un ruolo di primo piano nel lancio di azioni sindacali molto ampie e altamente organizzate. La preoccupazione per i problemi sociali tra gli immigrati poveri portò Jane Addams ed Ellen Gates Starr a fondare nel 1889 Hull House, dove furono sviluppati programmi diventati modello nel nuovo campo sociale, quello del lavoro. La città crebbe in modo significativo per dimensioni e popolazione, incorporando tra il 1851 e il 1920 molti comuni vicini. L'annessione più importante avvenne nel 1889, quando alla città si unirono cinque comuni, tra cui la Hyde Park Township, che ora corrisponde alla maggior parte del lato sud e all'estremo sud-est di Chicago, e il Jefferson Township, che ora costituisce la maggior parte del Northwest Side. Il desiderio di unirsi alla città era stimolato dalla presenza di servizi municipali forniti ai residenti.
Nel 1900, per risolvere i persistenti problemi di inquinamento delle acque del lago Michigan, la città intraprese una seconda impresa ingegneristica innovativa: il corso del fiume Chicago fu invertito grazie alla costruzione di un canale che lo collegò al fiume Illinois. Nel XIX secolo Chicago divenne il centro ferroviario della nazione e nel 1910 oltre 20 ferrovie gestivano il servizio passeggeri da sei diversi terminal del centro cittadino. Nel 1883 i gestori delle ferrovie di Chicago avevano bisogno di una convenzione generale sul tempo, quindi svilupparono il sistema standardizzato di fusi orari del Nord America. Questo sistema si è diffuso in tutto il continente. Nel 1893 la città ospitò la Fiera Colombiana di Chicago nell'ex area paludosa, ora sede di Jackson Park. L'esposizione attirò 27,5 milioni di visitatori ed è considerata la fiera mondiale più importante della storia. L'Università di Chicago si trasferì dalla sede precedente a quella del South Side nel 1892. A Midway Plaisance, una striscia di terra del parco che attraversa ancora l'Università e collega i parchi Washington e Jackson, si deve l'espressione "a metà strada" usato per una fiera o un carnevale.
La florida economia di Chicago attrasse un gran numero di nuovi immigrati dall'Europa e dagli Stati Uniti orientali. Della popolazione totale nel 1900, oltre il 77% era di origine straniera o era nato negli Stati Uniti da genitori stranieri. Tedeschi, irlandesi, polacchi, svedesi e cechi costituivano quasi due terzi della popolazione straniera (nel 1900, i bianchi erano il 98,1% della popolazione della città).
La ratifica del 18° emendamento alla Costituzione nel 1919 rese illegale la produzione e la vendita (compresa l'esportazione) di bevande alcoliche negli Stati Uniti. Ciò inaugurò l’inizio di quella che è conosciuta come l’era dei gangster, un periodo che va approssimativamente dal 1919 al 1933, quando il proibizionismo fu abrogato. Gli anni '20 videro gangster, tra cui Al Capone, Dion O'Banion, Bugs Moran e Tony Accardo combattere contro le forze dell'ordine e tra loro per le strade di Chicago durante l'era del proibizionismo.[71] Chicago fu il luogo del famigerato massacro di San Valentino nel 1929, quando Al Capone inviò uomini per uccidere i membri di una banda rivale, North Side, guidata da Bugs Moran. Questo periodo storico  ha ispirato il film capolavoro The Untouchables - Gli intoccabili (1987).

## I "Giorni della rabbia" di Chicago nel 1968
Con "Giorni della rabbia" si intende una serie di manifestazioni (alcune delle quali violente) che si verificarono per tre giorni a Chicago nell'ottobre del 1968 e furono organizzate dalle fazioni dei Weatherman e dei Revolutionary Youth Movement, appartenenti al gruppo degli Studenti per una società democratica.
Il gruppo, da sempre dichiaratamente contrario alla guerra in Vietnam condotta in quegli anni dal governo statunitense, usava lo slogan di John Jacobs "Portare la guerra a casa".
Nei giorni precedenti le manifestazioni gli appartenenti ai Weatherman avevano diffuso volantini in tutte le sedi universitarie della città, invitando gli studenti a scendere in strada e a protestare contro la guerra.
Il 6 ottobre 1968 un ordigno fece saltare in aria un monumento commemorativo dedicato ai poliziotti deceduti in uno scontro a fuoco del 1889. L'esplosione distrusse decine di finestre e danneggiò alcune autovetture parcheggiate. Nessuno fu mai arrestato per questo attentato.
A partire dalla fine del 1968 la fazione dei Weatherman si allontanò sempre più dalla politica dal gruppo centrale degli Studenti per una società democratica, e assunse man mano un carattere sempre più violento e para militare. I volantini distribuiti nelle università erano quindi un tentativo dei Weatherman di "fare da soli", e i dirigenti speravano che in molti avrebbero aderito alla manifestazione.

### 8 ottobre 1968
Nonostante le speranze degli organizzatori, la mattina dell'8 ottobre si presentarono poco più di 700 persone, per lo più membri dei Weatherman. La polizia, che ipotizzava anch'essa una maggiore adesione, aveva predisposto per le strade 2.000 agenti.
Col passare delle ore i partecipanti comunque aumentarono, fino ad arrivare a circa 1.500 verso sera. A Lincoln Park si tennero discorsi. John Jonson disse: «Nonostante oggi potremmo perdere qualcuno di noi (riferendosi evidentemente a possibili scontri con la polizia), il solo fatto che siamo qui in strada e siamo pronti a fare opposizione è già per noi una vittoria politica.» Solo allora rivelò ai presenti quale era il vero obiettivo della manifestazione: raggiungere il Drake Hotel, residenza del giudice Julius Hoffman, che qualche mese prima aveva condannato vari membri del gruppo antagonista dei Chicago 7.
La folla si mosse immediatamente nel tentativo di raggiungere il Drake Hotel, ma a metà strada incontrò le barricate erette dalla polizia, che non appena visti i manifestanti (molti dei quali a volto coperto ed armati di bastone) irruppe in diverse cariche col chiaro intento di disunire la massa. Solo un piccolo gruppo riuscì a raggiungere il Drake Hotel e a mandarne in frantumi le finestre con una sassaiola. Alcuni poliziotti in borghese li raggiunsero e aprirono fuoco sui facinorosi.
La rivolta generale durò circa mezz'ora; la polizia riferì che fu adoperato un gran quantitativo di lacrimogeni e che 24 agenti furono feriti in maniera non grave. Durante le fasi iniziali della protesta venne arrestato uno dei fondatori dei Weatherman, John Jacobs.

### 9 ottobre 1968
La mattina del 9 ottobre circa 70 donne appartenenti ai Weatherman si incontrarono al Grant Park per stabilire il da farsi. Decisero di assaltare uno degli uffici dell'amministrazione comunale, ma vennero fermate dalla polizia non appena uscite dal parco.
Data la crescente preoccupazione per possibili rivolte, il governatore dell'Illinois fece giungere a Chicago altri 2 500 uomini della Guardia nazionale.
Anche a seguito dell'arresto di John Jonson, avvenuto la sera prima, i Weatherman annullarono tutte le manifestazioni in programma per la giornata, ma altre manifestazioni si svolsero comunque davanti al Tribunale federale di Chicago e davanti ad una fabbrica di mietitrici, organizzate questa volta dal Revolutionary Youth Movement. Durante l'ultima manifestazione il leader delle Pantere Nere Fred Hampton dissociò formalmente la sua organizzazione dalle azioni dei Weatherman, definendo i suoi membri come anarchici opportunisti.
La sera del 9 ottobre alcuni appartenenti ai Weatherman scoprirono di avere al loro interno un informatore della polizia. La spia fu picchiata duramente.

### 10 ottobre 1968
L'evento più grande dei "Giorni della rabbia" si tenne la mattina del 10 ottobre, quando circa 2 000 persone scesero in piazza coordinati dal Revolutionary Youth Movement. La manifestazione si svolse per lo più nelle strade del quartiere latino di Chicago.

### 11 ottobre 1968
Dopo due giorni di generale disorientamento a causa dell'arresto dei loro leader, l'11 ottobre i Weatherman provarono a serrare nuovamente i propri ranghi e a passare al contrattacco.
Circa 300 attivisti si diressero verso il The Loop, quartiere finanziario di Chicago, dove ad attenderli c'erano già centinaia di poliziotti armati in tenuta anti sommossa. Nonostante le forze messe in campo dalla polizia, riuscirono ad oltrepassare lo sbarramento e a raggiungere il quartiere finanziario, distruggendo vetrine, automobili e finestre. Tuttavia, nel giro di 20 minuti la polizia riuscì a riportare la calma nel quartiere, arrestando buona parte dei manifestanti.
Durante gli scontri dell'11 ottobre Richard Elrod, un avvocato ebreo di Chicago, restò paralizzato per un colpo subito mentre aiutava un poliziotto ad arrestare un manifestante.

### Conclusioni
Al termine delle violenze, la città di Chicago riferì danni agli edifici per 35 mila dollari e l'arresto di 287 persone, tra cui molti dirigenti dei Weatherman e degli Studenti per una società democratica. Quest'ultima pagò circa 283 mila dollari in cauzioni per scarcerare i suoi dirigenti.
In definitiva, il ciclo di manifestazioni contro la guerra progettato dai Weatherman ebbe risultati deludenti rispetto alle aspettative: la scarsa affluenza e una tempestiva e ben organizzata reazione della polizia (che aveva diversi informatori all'interno delle organizzazioni studentesche) resero le manifestazioni sterili ma assai più violente del previsto.
Inoltre i "Giorni della rabbia" portarono al definitivo deterioramento dei rapporti tra i Weatherman, gli Studenti per una società democratica e le Pantere Nere.

## Società

### Evoluzione demografica
| Anno del censimento | Popolazione | Posizione |
| ------------------- | ----------- | --------- |
| 1840                | 4 470       | 92        |
| 1850                | 29 963      | 24        |
| 1860                | 112 172     | 9         |
| 1870                | 298 977     | 5         |
| 1880                | 503 185     | 4         |
| 1890                | 1 099 850   | 2         |
| 1900                | 1 698 575   | 2         |
| 1910                | 2 185 283   | 2         |
| 1920                | 2 701 705   | 2         |
| 1930                | 3 376 438   | 2         |
| 1940                | 3 396 808   | 2         |
| 1950                | 3 620 962   | 2         |
| 1960                | 3 550 404   | 2         |
| 1970                | 3 366 957   | 2         |
| 1980                | 3 005 072   | 2         |
| 1990                | 2 783 726   | 3         |
| 2000                | 2 896 016   | 3         |
| 2010                | 2 695 598   | 3         |
| 2020                | 2 746 388   | 3         |

I cittadini di Chicago vengono chiamati Chicagoans.
Secondo i dati del 2020, Chicago ha una popolazione di 2 746 388 abitanti così suddivisa:
- neri 32,9%,
- bianchi 31,7%,
- ispanici 13,3%,
- asiatici 5,5%,
- nativi americani 0,5%,
- altre etnie 13,4%,
- mix di due o più etnie 2,7%.

Secondo il censimento del 2008, le origini della popolazione sono le seguenti:
- irlandesi - 6,6%,
- tedeschi - 6,5%,
- serbi - 5,8%,
- italiani - 3,5%,
- assiri - 3,5%,
- inglesi - 2,0%.

| Composizione etnica                        | 2010  | 1990  | 1970  | 1940  |
| ------------------------------------------ | ----- | ----- | ----- | ----- |
| Bianchi                                    | 45,0% | 45,4% | 65,6% | 91,7% |
| —Non-ispanici                              | 31,7% | 37,9% | 59,0% | 91,2% |
| Neri                                       | 32,9% | 39,1% | 32,7% | 8,2%  |
| Ispanici e latinoamericani (di ogni etnia) | 28,9% | 19,6% | 7,4%  | 0,5%  |
| Asioamericani                              | 5,5%  | 3,7%  | 0,9%  | 0,1%  |

## Cultura

### Scuole
- Our Lady of the Angels School

### Università
- Università di Chicago
- Università di Notre Dame
- University of Illinois Chicago
- DePaul University
- Illinois Institute of Technology
- Loyola University Chicago
- Northwestern University
- Università di North Park
- Chicago State University
- John Marshall Law School
- National Louis University
- University of Chicago Press

### Musei
- Art Institute of Chicago
- Field Museum
- Museo della scienza e dell'industria
- Lincoln Park Zoo
- Brookfield Zoo
- Shedd Aquarium
- Museum of Contemporary Art
- National Italian American Sports Hall of Fame
- Chicago History Museum
- Museo di Scienza Chirurgica (Museum of Surgical Science)
- Oriental Institute Museum
- Money Museum, Federal Reserve Bank of Chicago
- Peggy Notebaert Nature Museum
- Museo Nazionale di Arte Messicana (National Museum of Mexican Art)
- LUMA, Museo d'Arte della Loyola University.

### Musica
La città ha sempre ricoperto nel panorama musicale statunitense il ruolo di centro nevralgico del jazz e del blues. Nei primi decenni del Novecento fu meta per molti musicisti afro-statunitensi che emigravano dagli Stati del sud durante la grande migrazione afroamericana in cerca di lavoro e di un tessuto sociale migliore. Fu proprio il blues, caratteristica intrinseca dei musicisti neri del delta del Mississippi, ad essere importato in questa grande metropoli industriale, per creare con il passare degli anni un Chicago-style, caratterizzato da innovative sonorità elettriche. Grandi virtuosi del blues parteciparono al vivace contesto musicale della città a partire dagli anni venti; molti si affermarono anche in campo internazionale. Fra i chitarristi ricordiamo Muddy Waters, Buddy Guy, Howlin' Wolf, Big Bill Broonzy; fra i pianisti: Big Maceo, Sunnyland Slim, Jimmy Yancey, Meade "Lux" Lewis, Albert Ammons, Blind John Davis, Otis Spann; tra gli armonicisti Sonny Boy Williamson I, Sonny Boy Williamson II, Little Walter, Junior Wells. I locali dove si suonava il blues venivano chiamati confidenzialmente "Rent Parties", ovvero piccole feste più o meno improvvisate, dove gli afro-americani si ritrovavano la sera per ballare, bere e divertirsi. Col tempo il blues incontrò un interesse sempre maggiore, si diffuse anche nelle comunità dei bianchi e conobbe un forte revival a partire dagli anni sessanta. Ancora oggi, a distanza di più di mezzo secolo dall'epoca d'oro (anni trenta e quaranta), il blues continua ad affascinare musicisti di ogni età, e in estate la città di Chicago organizza ogni anno un prestigioso Blues Festival con artisti di fama internazionale.
Questo contesto estremamente vivace permise alla città di essere anche uno dei primi gangli del Rock'n'Roll: la storica etichetta Chess Records (fondata nel 1947 dall'immigrato polacco Leonard Chess) pose a battesimo artisti blues come Muddy Waters, Howlin' Wolf, Willie Dixon ed Etta James, ma anche le future star del rock, come Bo Diddley e soprattutto Chuck Berry (che nel 1955 proprio a Chicago incise Maybellene, considerata la prima canzone rock'n'roll in assoluto).
In campo jazzistico la Windy City ha sempre mantenuto un ruolo di primo piano, dall'epoca d'oro dello swing e delle big band (tra cui quella del clarinettista Benny Goodman, la prima ad avere una composizione multirazziale) alle sperimentazioni del free jazz (Art Ensemble of Chicago).
Negli anni ottanta Chicago è stata, prima di New York, il centro e il punto di partenza del fenomeno musicale denominato house music, che, una volta raggiunta l'Europa (e in particolare l'Inghilterra nella seconda metà del decennio), diede vita, assieme alla techno di Detroit, all'evoluzione nei principali generi della musica elettronica dagli anni novanta ad oggi.
A Chicago hanno sede alcune fondamentali istituzioni del rock alternativo, come l'etichetta Touch and Go, gli studi di registrazione Electrical Audio (fondati e diretti da Steve Albini), la rivista Pitchfork (che ogni anno organizza in città il Pitchfork Music Festival) e il festival itinerante Lollapalooza. La scena di Chicago è stata determinante per l'affermarsi di generi quali il power-pop, il post-hardcore, l'industrial metal, l'alternative country e il post-rock. Da Chicago provengono diversi nomi cult dell'indie rock, dagli Smashing Pumpkins ai Wilco. I Wilco nel 2002 hanno usato una foto del complesso urbano della Marina City come copertina del loro disco simbolo Yankee Hotel Foxtrot.
Chicago vanta anche un ruolo di eccellenza in campo classico e lirico. La Chicago Symphony Orchestra, che dal 2010 ha come direttore musicale Riccardo Muti, è una delle principali orchestre americane e mondiali, mentre la Lyric Opera of Chicago, che è stata diretta per circa 25 anni dall'italiano Bruno Bartoletti, è uno dei principali teatri lirici internazionali.
Chicago è tuttora famosa per la musica rap, e tra il 2010 e il 2011 vi è nato il sottogenere detto drill, caratterizzato da sintetizzatori molto cupi, che parla principalmente di uccidere i membri delle gang avversarie. Qui è stata fondata l'etichetta discografica di Lil Durk, OTF (acronimo di Only The Family). I cantanti più famosi di questo sottogenere, sorto nei quartieri poveri di Chicago, più precisamente Parkway Garden Homes, sono sicuramente Chief Keef, King Von e Lil Durk.

### Cinema
Seppur preceduta per importanza dall'industria cinematografica di Los Angeles e New York, Chicago è luogo in cui sono stati girati diversi film celebri, tra cui The Blues Brothers (1980), The Untouchables - Gli intoccabili (1987), Il fuggitivo (1993), Mamma, ho perso l'aereo (1990), Drago d'acciaio (1992), Appuntamento a Wicker Park (1996),Ti odio, ti lascio, ti... (2006),Payback - La rivincita di Porter (1999), What Women Want (2000), Alta fedeltà (2000), Save the Last Dance (2001), Io, robot (2004) Cadillac Records (2008), Il cavaliere oscuro (2008), La memoria del cuore (2012), Divergent (2014), Jupiter - Il destino dell'universo (2015).
Tra le serie TV ambientate a Chicago E.R. - Medici in prima linea, La vita secondo Jim, Prison Break, Ultime dal cielo, Shameless, Perception, The Chicago Code, Chicago Fire (serie televisiva), Chicago P.D. e Chicago Med, The Good Wife, The Chi e The Bear. A Chicago è ambientato il falso documentario Death of a president (2006) e Aiuto vampiro (Cirque du Freak: The Vampire's Assistant), regia di Paul Weitz (2009).

### Architettura
Fra gli edifici più importanti della città:
- Willis Tower

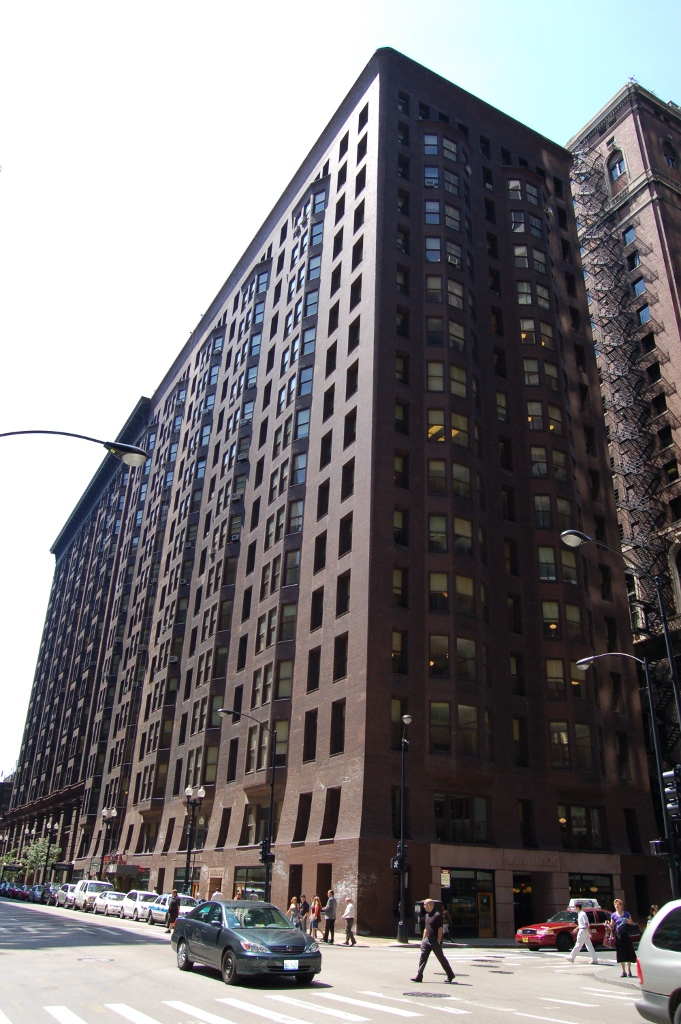
Il Monadnock Building

- Trump International Hotel and Tower
- Aon Center
- 875 North Michigan Avenue
- Monadnock Building
- United Center
- Pittsfield Building
- AT&T Corporate Center
- Two Prudential Plaza
- 311 S. Wacker Dr.
- 900 N. Michigan Ave.
- Water Tower Place
- Chase Tower
- Park Tower
- Three First National Plaza
- Chicago Title & Trust Center
- Olympia Centre
- 330 North Wabash (già IBM Plaza)
- 111 S. Wacker Dr.
- 181 W. Madison St.
- Hyatt Center
- One Magnificent Mile
- 77 West Wacker Drive (già Donnelley Building)
- 340 on the park

## Economia

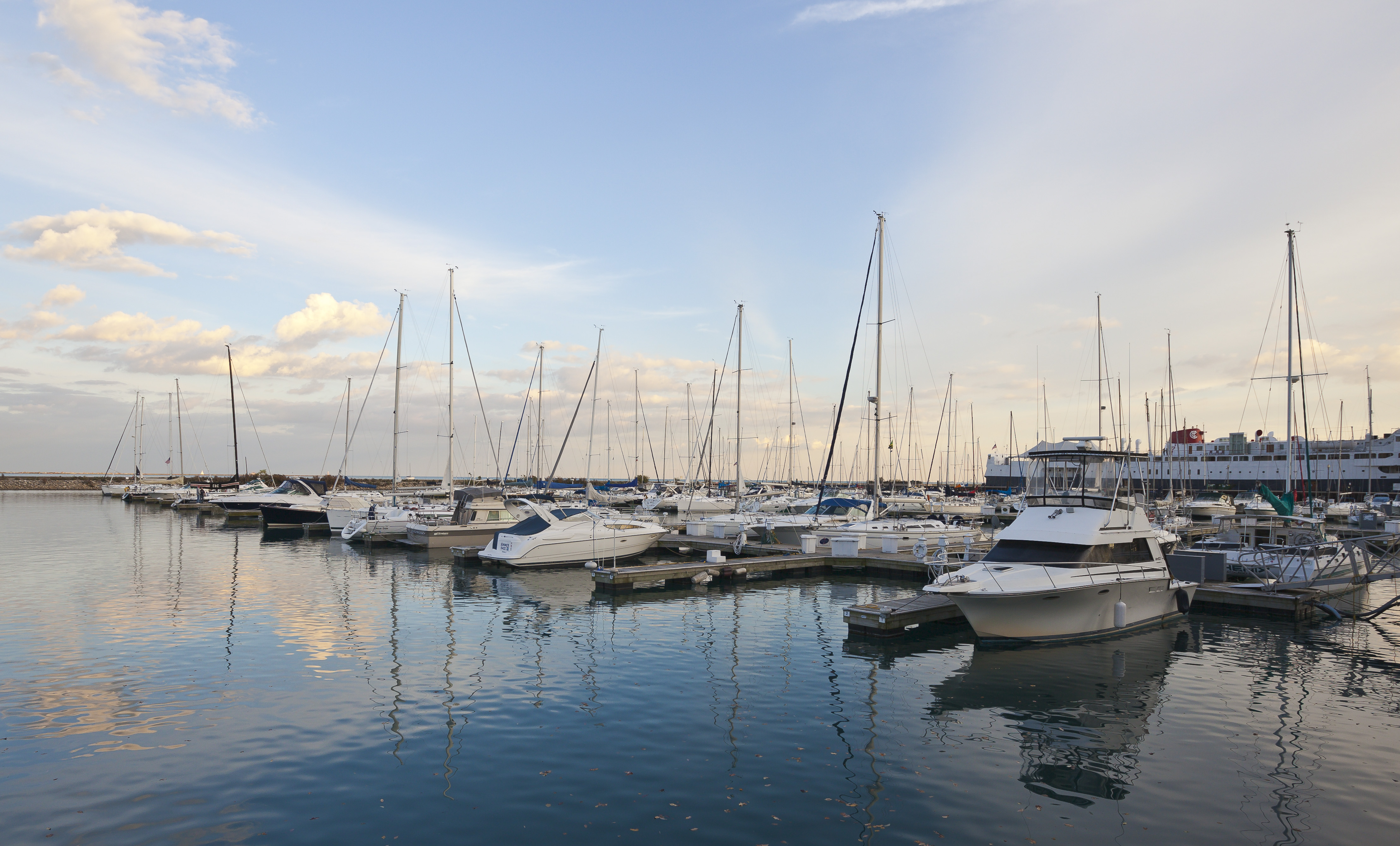
Porto Monroe

Chicago è da sempre un centro importante per il commercio statunitense. Oggi rimane il secondo centro finanziario del paese, e la sua area metropolitana è la terza degli Stati Uniti per il valore dei beni e dei servizi prodotti. Nel 2015 Chicago ha generato un prodotto interno lordo di 360 miliardi di dollari, il quarto tra le maggiori città statunitensi (dopo New York City, Los Angeles e San Francisco), il primo tra le città non costiere.
Prima che nel 1833 venisse creata la municipalità, l'attività economica principale era il commercio di pellicce. La crescita esplosiva di Chicago richiamò poi una folta schiera di speculatori ed individui intraprendenti. Situata sui Grandi Laghi, divenne un luogo ideale per la logistica ed lo smistamento delle merci in transito. Vennero così costruite numerose linee ferroviarie che la collegarono con il resto del paese; inoltre, l'apertura dell'Illinois and Michigan Canal agevolò i traffici verso sud, lungo il corso del Mississippi. Negli anni quaranta dell'Ottocento Chicago divenne il principale porto del mondo per il commercio dei cereali, che dal bacino granario del Mississippi, una delle principali regioni agricole del mondo, venivano esportati via mare attraverso i Grandi Laghi. Nel 1848 vi fu costruito il primo elevatore per cereali. Nel 1858 ne erano in funzione venti, che caratterizzavano il profilo di Chicago, come ora i grattacieli, al punto che Carl Sandburg descrisse la città come una "catasta di grano".
Lo sviluppo prodigioso delle ferrovie fu tra le principali ragioni della nascita nel 1857 e del successivo rapido sviluppo dell'industria dell'acciaio, che determinò uno dei primi grandi afflussi migratori.
Tra il 1850 ed il 1870 si affermò l'industria del trattamento di carni bovine e suine. Grandi imprenditori come Gustavus Swift e Philip Armour fecero sì che l'area cittadina divenisse la più importante al mondo nella filiera della carne. Nel 1862 Chicago aveva soppiantato Cincinnati, nell'Ohio, come "Porkopolis", ossia come maggiore centro nel settore della macellazione e del trattamento di carni suine. Nei dieci anni successivi al 1860 due fattori aiutarono questo sviluppo. Il primo fu la Guerra di secessione, che fece aumentare la domanda di alimenti per le esigenze dell'esercito: l'imponente rete di trasporti ferroviaria ed idrica che partiva da Chicago consentiva di rifornire velocemente e con efficienza le armate nordiste. Il secondo fattore fu il nascente utilizzo del ghiaccio nei mattatoi. Prima di allora gli impianti di macellazione e distribuzione erano costretti a chiudere durante i caldi mesi estivi. Più mesi di operatività per macelli comportarono più lavoro e quindi più reddito per gli operai, che erano pagati a ore, e minori costi per unità di prodotto. Nel decennio successivo l'inscatolamento della carne accrebbe ulteriormente l'importanza dei mattatoi di Chicago.
Un'altra innovazione che l'industria della carne di Chicago, per prima al mondo, avrebbe sfruttato su larga scala fu la catena di montaggio. Le carcasse degli animali, appese ad un gancio, passavano davanti ai vari operai, ognuno dei quali provvedeva sempre alla stessa singola operazione. L'enorme risparmio di tempo portato da questi metodi di lavorazione ispirarono anche Henry Ford, quando creò la linea di montaggio del Modello T.
L'industria della carne di fine '800 a Chicago può essere considerata il primo esempio di industria globale. Le società più grosse del settore, come la Armour & Co., già in quegli anni avevano creato una rete mondiale di filiali, con cui comunicavano attraverso il telegrafo.

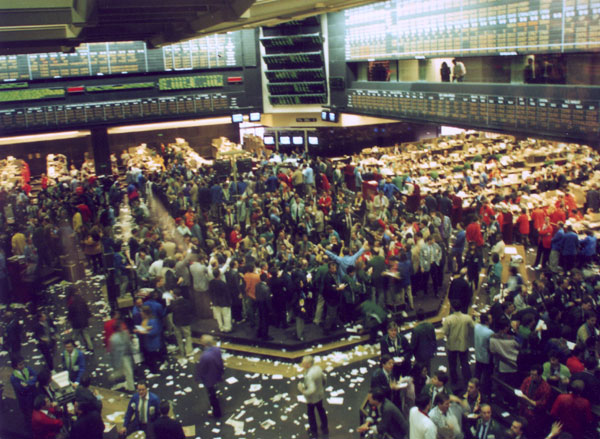
La Borsa di Chicago

Anche gli odierni mercati dei futures e delle materie prime sono nati a Chicago. A base di ciò vi fu ancora una volta la gran quantità di prodotti agricoli trasportati in città dalle pianure del Nord America e tenuti in deposito. Gli operatori cominciarono così a scambiarsi diritti sulle varie partite di merci mediante la compravendita di titoli che le rappresentavano, e ben presto cominciarono a trattare anche i beni (in tutto il paese, per mezzo del telegrafo) che in futuro sarebbero stati immagazzinati a Chicago. Nacquero così il Chicago Board of Trade (CBOT) che tratta il prezzo di grano e cereali, il Chicago Mercantile Exchange (CME) che determina i tassi di cambio delle valute mondiali, e si svilupparono i metodi usati anche oggi nei mercati delle materie prime.
A partire dagli anni settanta del XX secolo i nuovi risvolti dell'economia mondiale misero in crisi i capisaldi di quella tradizionale, sui quali si basava Chicago; chiusero quindi i battenti sia i mattatoi che le acciaierie, e di conseguenza molte attività secondarie fecero altrettanto o si trasferirono altrove. Grazie allo spirito intraprendente che caratterizza i chicagoans, ciò non diventò un motivo di crisi, ma l'opportunità per un nuovo tipo di sviluppo, basato sull'economia dei servizi. Dal 1973 è attivo il Chicago Board Options Exchange che tratta strumenti finanziari ed è per volumi scambiati il primo mercato in America per opzioni su azioni e indici azionari statunitensi. In tempi più recenti non è mancato l'aggancio all'impetuoso sviluppo dell'industria informatica.
La città è altresì sede di numerosi e celebri studi legali internazionali, tra cui Kirkland & Ellis (primo al mondo per fatturato), Baker McKenzie, Sidley Austin, Mayer Brown, e McDermott Will & Emery.

### Lista di società con sede nell'area metropolitana di Chicago

#### Società con sede all'interno dei confini cittadini di Chicago
- Accenture
- Aon Corporation (n. 199 nella lista Fortune 500)
- Boeing (n. 21 nella lista Fortune 500)
- Chicago Board of Trade
- Chicago Mercantile Exchange
- Chicago Stock Exchange
- Click Commerce
- CNA
- Encyclopædia Britannica
- Equity Office Properties (n. 493 nella lista Fortune 500)
- Equity Residential Properties Trust
- Exelon Corporation (n. 126 nella lista Fortune 500)
- General Growth Properties
- Groupon
- Hostway
- Morton Salt
- National Stock Exchange
- Northern Trust
- Old Republic International Corporation (n. 491 nella lista Fortune 500)
- Orbitz
- Peoples Energy
- Playboy
- Quaker Oats
- R.R. Donnelley & Sons (n. 362 nella lista Fortune 500)
- Sara Lee (n.104 nella lista Fortune 500)
- Smurfit-Stone Container Corporation (n. 255 nella lista Fortune 500)
- Telephone and Data Systems Incorporated (n. 480 nella lista Fortune 500)
- Tootsie Roll Industries
- Tribune Company (n. 323 nella lista Fortune 500)
- US Cellular
- United Airlines
- USG Corporation (n. 458 nella lista Fortune 500)
- Unitrin
- Whittman-Hart
- WM. Wrigley Jr. Company

#### Società con sede in altri centri dell'area metropolitana
- Abbott Laboratories (Abbott Park, IL) (Fortune 500)
- Allstate (Northbrook, IL) (Fortune 500)
- Azteca Foods (Summit-Argo, IL)
- Baxter International (Deerfield, IL) (Fortune 500)
- Brunswick Corporation (Lake Forest, IL) (Fortune 500)
- CDW (Vernon Hills, IL) (Fortune 500)
- CNH Global (Burr Ridge, IL; precedentemente Lake Forest, IL)
- Crate and Barrel (Northbrook, IL)
- Fortune Brands (Lincolnshire, IL) (Fortune 500)
- Illinois Tool Works (Glenview, IL) (Fortune 500)
- Kraft Foods (Northfield, IL)
- Laidlaw (Naperville, IL) (Fortune 500)
- McDonald's Corporation (Oak Brook, IL) (Fortune 500)
- Molex (Lisle, IL)
- Motorola (Schaumburg, IL) (Fortune 500)
- Namco Cybertainment (Bensenville, IL)
- Navistar International Corporation (Warrenville, IL) (Fortune 500)
- Nicor (Naperville, IL)
- Pearson Scott Foresman (Glenview, IL)
- Sears Holdings (Hoffman Estates, IL) (Fortune 500)
- ServiceMaster (Downers Grove, IL) (Fortune 500)
- Tellabs (Naperville, IL)
- Tenneco (Lake Forest, IL) (Fortune 500)
- United Stationers (Des Plaines, IL) (Fortune 500)
- Walgreens (Deerfield, IL) (Fortune 500)
- W.W. Grainger (Lake Forest, IL) (Fortune 500)
- Zebra Technologies (Vernon Hills, IL)
- Zenith Electronics Corporation (Lincolnshire, IL)

## Amministrazione
Chicago si trova nella Contea di Cook, di cui è il capoluogo.
L'amministrazione cittadina è svolta dal sindaco e dal consiglio comunale. Il sindaco, eletto per quattro anni, provvede alla gestione amministrativa e nomina i dirigenti, responsabili dei vari dipartimenti in cui è divisa la struttura comunale.
L'attuale sindaco è Brandon Johnson del Partito Democratico.
Il consiglio comunale, che costituisce l'organo legislativo della città, è composto da 50 aldermanni (consiglieri). Mentre il sindaco, il segretario comunale e il tesoriere sono eletti dalla totalità dei cittadini, ogni aldermanno viene eletto in una particolare circoscrizione. Il consiglio comunale approva anche il bilancio. Le priorità amministrative sono stabilite dal consiglio con una risoluzione di bilancio, solitamente approvata in novembre.

### Politica
Per gran parte del XX secolo Chicago fu una delle maggiori roccaforti democratiche degli Stati Uniti: l'ultimo sindaco repubblicano, William Thompson, venne eletto nel 1927. Ad oggi nessun repubblicano è membro del consiglio comunale, composto da 47 democratici e 3 indipendenti. La fedeltà di Chicago al Partito democratico emerge anche nelle elezioni per la legislatura dello Stato e per il Congresso. La vittoria di Barack Obama al seggio senatoriale dell'Illinois nel 2004 si deve in buona parte alla maggioranza schiacciante raccolta in città.
L'orientamento politico degli abitanti di Chicago è in genere più progressista rispetto al resto del Midwest, e le politiche di welfare godono di largo consenso tra i Chicagoans. Alla fine del XX secolo tra la popolazione ha attecchito profondamente una certa tradizione radicale, e la città contava numerose e influenti organizzazioni socialiste e anarchiche.
La Windy City è inoltre pioniera assoluta nel campo delle lotte di genere: fu la prima città statunitense a ospitare un'associazione impegnata nella difesa dei diritti degli omosessuali, la Society for Human Rights, fondata nel 1924, che ha prodotto la prima rivista dedicata a un pubblico esclusivamente gay, la Friendship and Freedom. Il distretto di Lake View denominato Boystown fu il primo gay village ufficiale degli Stati Uniti; la comunità gay di Chicago (in cui dal 2014 sono legali i matrimoni tra persone dello stesso sesso) è una delle più ampie e attive del mondo occidentale.
L'abilità manovriera dell'ex sindaco Richard J. Daley (padre di Richard M. Daley, a sua volta sindaco fino al 2011) ha preservato i meccanismi locali dalla decadenza toccata in altre grandi città statunitensi a sistemi di potere simili. La politica di Chicago ha una certa fama di corruzione.

### Gemellaggi
La città è gemellata con:
- Milano, dal 1973[33]
- Shanghai, dal 1985
- Shenyang, dal 1985
- Sydney, dal 2019
- Praga, dal 1990
- Amburgo, dal 1995
- Varsavia, dal 1995
- Lucerna, dal 1999
- Accra, dal 1989
- Amman, dal 2004
- Atene, dal 1997
- Belgrado, dal 2005
- Birmingham, dal 1993
- Casablanca, dal 1982
- Città del Messico, dal 1991
- Delhi, dal 2001
- Durban, dal 1997
- Galway, dal 1997
- Göteborg, dal 1987
- Kiev, dal 1991
- Mosca, dal 1997
- Osaka, dal 1973
- Petah Tiqwa, dal 1994
- Parigi, dal 1996 [Patto d'Amicizia]
- Toronto, dal 1991
- Busan, dal 2007
- Lahore, dal 2007
- Vilnius, dal 1993.

## Sport
Chicago è rappresentata in tutte le principali leghe professionistiche statunitensi:
- i Chicago Bears (NFL - football americano) giocano al Soldier Field;
- i Chicago Bulls (NBA - basket) giocano allo United Center;
- i Chicago Blackhawks (NHL - hockey su ghiaccio) giocano allo United Center;
- i Chicago Cubs (MLB - baseball) giocano al Wrigley Field e i Chicago White Sox (MLB - baseball) giocano al Guaranteed Rate Field;
- i Chicago Fire FC (MLS - calcio) giocano al Soldier Field;
- i Chicago Red Stars (NWSL - calcio femminile) giocano al SeatGeek Stadium di Bridgeview.

A Chicago ha sede la United States Soccer Federation.

## Infrastrutture e trasporti

### Ferroviari
La città è dotata di un servizio metropolitano oltre che di un servizio ferroviario suburbano e di numerose autolinee di superficie che servono capillarmente e con un'ottima frequenza le grandi vie della città. Alla stazione di Chicago Union fermano i servizi a lunga percorrenza di Amtrak, come il California Zephyr che collega Chicago a Emeryville, nella San Francisco Bay Area. Vi sono altre linee per Washington D.C., New York, New Orleans, Portland, Seattle, Milwaukee, Quincy, Saint Louis, Carbondale, Boston, Grand Rapids, Port Huron, Pontiac, Los Angeles e San Antonio.
Sono presenti linee express che ricalcano i percorsi di altre linee saltando alcune fermate meno importanti. Esistono anche linee express per l'aeroporto internazionale O'Hare, in aggiunta alla linea metropolitana blu. Il costo del biglietto, acquistabile a bordo, è di 2 dollari, quello della metropolitana è di 2,25 dollari.

### Aeroporti
La città è servita dall'Aeroporto internazionale O'Hare, il secondo aeroporto più grande del mondo per traffico. Fa da "hub" per due compagnie aeree americane, la United Airlines (che ha sede proprio a Chicago) e l'American Airlines. È inoltre presente l'aeroporto internazionale di Chicago Midway, usato principalmente dalle compagnie aeree low-cost.